# Axiocteta babooni
Axiocteta babooni är en fjärilsart som beskrevs av Bethune-Baker 1906. Axiocteta babooni ingår i släktet Axiocteta och familjen nattflyn. Inga underarter finns listade i Catalogue of Life.